# João Almeida
João Pedro Gonçalves Almeida (* 5. srpna 1998) je portugalský profesionální silniční cyklista jezdící za UCI WorldTeam UAE Team Emirates XRG.

## Kariéra

### Deceuninck–Quick-Step (2020–2021)
V srpnu 2019 bylo oznámeno, že Almeida podepsal dvouletý kontrakt s UCI WorldTeamem Deceuninck–Quick-Step od sezóny 2020.

#### Sezóna 2020
V říjnu 2020 byl Almeida jmenován na startovní listině Gira d'Italia 2020. Od třetí do sedmnácté etapy závodu byl lídrem celkového pořadí, čímž dosáhl nového rekordu pro závodníka do 23 let. Závod dokončil na celkovém čtvrtém místě, čímž dosáhl nejlepšího umístění portugalského závodníka v historii Gira d'Italia.

#### Sezóna 2021
Almeida v úvodní části sezóny posbíral několik kvalitních umístění na etapových závodech v rámci přípravy na Giro d'Italia, jmenovitě třetí místo na UAE Tour, šesté místo na Tirrenu–Adriaticu a sedmé místo na Voltě a Catalunya. Na Giro přijel jako jeden ze dvou lídrů svého týmu vedle Remca Evenepoela. První 2 týdny převážně Evenepoelovi pomáhal, ale poté, co Evenepoel odstoupil ve třetím týdnu závodu, se stal sólo lídrem týmu a dojel si pro šesté místo v celkovém pořadí. V červnu se Almeida stal mistrem Portugalska v časovce. Na konci července se pak zúčastnil silničního závodu a časovky na letních olympijských hrách v japonském Tokiu.
V druhé polovině sezóny Almeida vyhrál své první 2 profesionální etapové závody; v srpnu opanoval 2 etapy a celkové pořadí na Tour de Pologne a o měsíc později zvítězil v etapě, celkovém pořadí, bodovací soutěži a soutěži mladých jezdců na Tour de Luxembourg. Svou sezónu zakončil debutem v silničním závodu na mistrovství světa a účastí na jednodenních závodech Giro dell'Emilia, kde dojel druhý, a Milán–Turín, kde dokončil třetí.

### UAE Team Emirates (2022–)
V srpnu 2021 bylo oznámeno, že Almeida podepsal pětiletý kontrakt s UCI WorldTeamem UAE Team Emirates od sezóny 2022.

#### Sezóna 2022
Svou sezónu 2022, jejímž hlavním cílem bylo znovu Giro d'Italia, Almeida zahájil na konci února na UAE Tour, kde pomohl týmovému kolegovi Tadeji Pogačarovi k celkovému vítězství, zatímco si sám dojel pro celkové páté místo. V březnu se zúčastnil dvou etapových závodů; Paříž–Nice, kde dojel na osmém místě a vyhrál soutěž mladých jezdců, a Volty a Catalunya, kde dokončil třetí a vyhrál čtvrtou etapu. Na Giru se Almeida držel v celkovém pořadí mezi deseti nejlepšími, ale před startem osmnácté etapy, v moment, kdy byl průběžně čtvrtý v celkovém pořadí, byl donucen odstoupit kvůli pozitivnímu testu na covid-19. Do závodění se vrátil v červnu, kdy se poprvé v kariéře stal mistrem Portugalska v silničním závodu. V rámci přípravy na Vueltu a España se Almeida v srpnu zúčastnil Vuelty a Burgos, kde dojel druhý a zvítězil v závěrečné, páté etapě. Na Vueltu a España Almeida přijel jako jeden ze dvou lídrů týmu UAE Team Emirates společně s Juanem Ayusem. Po konzistentních výsledcích v průběhu závodu si Almeida dojel pro páté místo v celkovém pořadí, zatímco Ayuso se dostal na třetí, pódiovou příčku.

## Hlavní výsledky
2015
Národní šampionát
2. místo časovka juniorů
2016
Národní šampionát
 vítěz silničního závodu juniorů
 vítěz časovky juniorů
2017
Národní šampionát
3. místo časovka do 23 let
Toscana-Terra di Ciclismo
4. místo celkově
vítěz 2. etapy
Kolem Ankary
4. místo celkově
Kolem Mersinu
4. místo celkově
vítěz 3. etapy
Kolem Ukrajiny
4. místo celkově
 vítěz soutěže mladých jezdců
vítěz 4. etapy
2018
vítěz Lutych–Bastogne–Lutych Espoirs
Národní šampionát
2. místo silniční závod
3. místo časovka do 23 let
Giro Ciclistico d'Italia
2. místo celkově
 vítěz soutěže mladých jezdců
Ronde de l'Isard
5. místo celkově
 vítěz soutěže mladých jezdců
Tour de l'Avenir
7. místo celkově
2019
Národní šampionát
 vítěz silničního závodu do 23 let
 vítěz časovky do 23 let
Tour of Utah
4. místo celkově
 vítěz soutěže mladých jezdců
2020
2. místo Giro dell'Emilia
Settimana Internazionale di Coppi e Bartali
3. místo celkově
vítěz etapy 1b (TTT)
Vuelta a Burgos
3. místo celkově
Giro d'Italia
4. místo celkově
lídr  a  po etapách 3 – 17
Tour de l'Ain
7. místo celkově
 vítěz soutěže mladých jezdců
Volta ao Algarve
9. místo celkově
2021
Národní šampionát
 vítěz časovky
Tour de Pologne
 celkový vítěz
 vítěz bodovací soutěže
vítěz etap 2 a 4
Tour de Luxembourg
 celkový vítěz
 vítěz bodovací soutěže
 vítěz soutěže mladých jezdců
vítěz 1. etapy
2. místo Giro dell'Emilia
UAE Tour
3. místo celkově
3. místo Milán–Turín
Giro d'Italia
6. místo celkově
Tirreno–Adriatico
6. místo celkově
Volta a Catalunya
7. místo celkově
 vítěz soutěže mladých jezdců
2022
Národní šampionát
 vítěz silničního závodu
3. místo časovka
Vuelta a Burgos
2. místo celkově
vítěz 5. etapy
Volta a Catalunya
3. místo celkově
vítěz 4. etapy
Vuelta a España
5. místo celkově
UAE Tour
5. místo celkově
Paříž–Nice
8. místo celkově
 vítěz soutěže mladých jezdců
2023
Národní šampionát
 vítěz časovky
Tirreno–Adriatico
2. místo celkově
 vítěz soutěže mladých jezdců
Tour de Pologne
2. místo celkově
Giro d'Italia
3. místo celkově
 vítěz soutěže mladých jezdců
vítěz 16. etapy
 cena bojovnosti po 16. etapě
Volta a Catalunya
3. místo celkově
Volta ao Algarve
6. místo celkově
Vuelta a España
9. místo celkově
9. místo Trofeo Serra de Tramuntana
2024
Paříž-Nice
vítěz 3. etapy (TTT)
Volta a Catalunya
9. místo celkově
Tour de Suisse
2. místo celkově
vítěz etap 6 a 8 (ITT)
Tour de France
4. místo celkově
2025
Kolem Baskicka
 celkový vítěz
 vítěz bodovací soutěže
vítěz etap 4 a 6
2. místo Volta ao Algarve
2. místo Volta a la Comunitat Valenciana
Paříž-Nice
6. místo celkově
vítěz 4. etapy

### Výsledky na etapových závodech
| Výsledky na Grand Tours        |      |      |      |      |      |      |
| Grand Tour                     | 2020 | 2021 | 2022 | 2023 | 2024 | 2025 |
| Giro d'Italia                  | 4    | 6    | DNF  | 3    | —    | —    |
| Tour de France                 | —    | —    | —    | —    | 4    |      |
| Vuelta a España                | —    | —    | 5    | 9    | DNF  |      |
| Výsledky na etapových závodech |      |      |      |      |      |      |
| Závod                          | 2020 | 2021 | 2022 | 2023 | 2024 | 2025 |
| Paříž–Nice                     | —    | —    | 8    | —    | 11   | 6    |
| Tirreno–Adriatico              | —    | 6    | —    | 2    | —    | —    |
| Volta a Catalunya              | NS   | 7    | 3    | 3    | 9    | —    |
| Kolem Baskicka                 | NS   | —    | —    | —    | —    | 1    |
| Tour de Romandie               | NS   | —    | —    | —    | —    |      |
| Critérium du Dauphiné          | —    | —    | —    | —    | —    | —    |
| Tour de Suisse                 | NS   | —    | —    | —    | 2    |      |

### Výsledky na šampionátech
| Akce               | Akce           | 2020 | 2021 | 2022      | 2023      | 2024 | 2025      |
| ------------------ | -------------- | ---- | ---- | --------- | --------- | ---- | --------- |
| Olympijské hry     | Silniční závod | NS   | 13   | Nejelo se | Nejelo se | —    | Nejelo se |
| Olympijské hry     | Časovka        | NS   | 16   | Nejelo se | Nejelo se | —    | Nejelo se |
| Mistrovství světa  | Silniční závod | —    | 47   | 60        | DNF       |      |           |
| Mistrovství světa  | Časovka        | —    | —    | DNS       | 23        |      |           |
| Mistrovství Evropy | Silniční závod | —    | 14   | —         |           |      |           |
| Mistrovství Evropy | Časovka        | —    | 10   | —         |           |      |           |
| Národní šampionát  | Silniční závod | —    | 20   | 1         | 14        | —    |           |
| Národní šampionát  | Časovka        | —    | 1    | 3         | 1         | —    |           |

| —   | Nezúčastnil se |
| DNF | Nedokončil     |